# عبدة (الخليل)
قرية عبدة، هي إحدى قرى منطقة دورا في محافظة الخليل، وتقع إلى الجنوب الغربي من مدينة الخليل، وعلى بعد 10 كم منها. يحدها من الشرق قرية الكرمة، ومن الشمال قرية خرسا، ومن الجنوب قرية حدب العلقة وقرية امريش، ومن الغرب قرية كرزا وقرية أبو العسجا.أما اسم «عَبْدَة» فهو آرامي بمعنى العامل والفلاح، يعود الاسم للموقع الأثري في القرية الذي يحتوي على (جدران متهدمة، صهاريج، مغر).

## الموقع الجغرافي والمناخ
تقع قرية عبدة على منطقة جبلية، وعلى ارتفاع 761 مترا فوق سطح البحر، ويبلغ المعدل السنوي للأمطار فيها حوالي 436 ملم، أما معدل درجات الحرارة فيصل إلى 16 درجة مئوية، ويبلغ معدل الرطوبة النسبية حوالي 61%.

## السكان

### تعداد السكان في عبدة والعلقتين
بناء على نتائج التعداد العام للسكان والمنشآت الذي جرى عام1997 ،فقد تم تقدير عدد سكان قرية عبدة عام 2007 ،بحوالي 403 نسمة، منهم 215 نسمة من الذكور، و188 نسمة من الإناث. موزعين على ثلاث مناطق سكنية، وهي على النحو التالي:
| القــرية      | ذكور | إناث | المجموع |
| ------------- | ---- | ---- | ------- |
| عبدة          | 104  | 78   | 182     |
| العلقا التحتا | 63   | 62   | 125     |
| العلقا الفوقا | 48   | 48   | 96      |
| المجموع       | 215  | 188  | 403     |

### العائلات
يتألف سكان قرية عبدة من عدد من العائلات، منها: دودين، قزاز، دراويش، خلاف، أبو عرقوب، سليم، شاهين وعقيفان.

## الصحة
يوجد في قرية عبدة عيادة طبيب عام، وهي حكومية، تقدم خدمات صحية بمعدل يومين في الأسبوع، كما يوجد مركز أمومة وطفولة حكومي.